# Pedro Bustos
Pedro Bustos (La Rioja, 10 de noviembre de 1927-Córdoba, 13 de julio de 2024) fue un jugador y entrenador de básquetbol argentino. Integró el plantel de la selección de básquetbol de Argentina que ganó el Campeonato Mundial de 1950.

## Trayectoria
Bustos jugó durante su adolescencia al fútbol y al básquetbol en el club Colegiales de La Rioja, su ciudad natal. Destacado en ese último deporte, integró la selección de La Rioja que compitió en el Campeonato Argentino de Básquet de 1944 (volvió a representar a su provincia en 1949 y 1953). Actuaba en la posición de lo que actualmente sería un base.  
En 1948 se instaló en la ciudad de Córdoba con la idea de formarse como abogado en la Universidad Nacional de Córdoba. Ese mismo año fue reclutado por Atenas, club en el cual se convirtió en un jugador emblemático para los aficionados. Entre 1948 y 1956 guio a su equipo a la victoria en el torneo de la máxima categoría de la Asociación Cordobesa de Básquetbol en ocho ocasiones, perdiendo el título solamente en la temporada 1953 a manos de Central Córdoba. Junto con Jorge Martínez y Alejandro Romero, formó un exitoso trío bautizado por la prensa como «Los Diamantes Negros».
En febrero de 1954 fue parte de la selección de Córdoba que ganó el Campeonato Argentino de Básquet, venciendo a Santa Fe en la final.
Se retiró como jugador a fines de 1956 y pasó luego a entrenar equipos de Córdoba. Dirigió a Atenas, Redes Cordobesas, Noar Sioni, Unión Eléctrica y Ricardo Güiraldes en distintos periodos hasta su retiro de esa actividad en 1982.
Sus hijos Pedro "Pecos" Bustos y Fernando "Fantasma" Bustos también se destacaron como basquetbolistas en los torneos cordobeses.
El documental Casaca Nº 3 de 2009 versa sobre su vida.
En 2012 la cancha de básquetbol del Estadio Mario Alberto Kempes fue bautizada con su nombre.

### Selección nacional
Bustos integró la selección de básquetbol de Argentina que ganó el Campeonato Mundial de 1950. Al año siguiente participó de los Juegos Panamericanos de 1951, donde su equipo obtuvo la medalla de plata. Su última participación con el combinado nacional fue en la Semana Universitaria Deportiva Internacional de Dortmund 1953, donde ganaron la medalla de oro.